# Salacia polyantha
Salacia polyantha är en benvedsväxtart som beskrevs av Ernst Gottlieb von Steudel. Salacia polyantha ingår i släktet Salacia och familjen Celastraceae. Inga underarter finns listade.